# Ärkebiskopsdömet Magdeburg

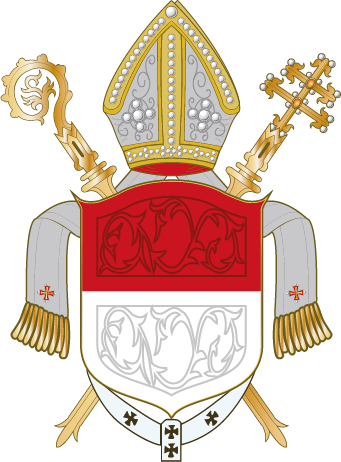
Vapen.

Ärkebiskopsdömet Magdeburg, tyska: Erzstift Magdeburg, var ett furstärkebiskopsdöme i tysk-romerska riket, vilket utgjordes av de världsliga domäner som förlänats av kejsaren till de romersk-katolska ärkebiskoparna av Magdeburg. Det grundades av kejsar Otto I år 968. År 1561 anslöt sig ärkebiskop Sigismund av Brandenburg officiellt till reformationen, varefter biskopsdömet kom att styras av administratorer. Den siste administratorn, hertig August av Sachsen-Weissenfels, avled år 1680, varefter ärkebiskopsdömet enligt westfaliska fredens bestämmelser sekulariserades och förenades i personalunion med Kurfurstendömet Brandenburg som Hertigdömet Magdeburg.

## Territorium och ägor

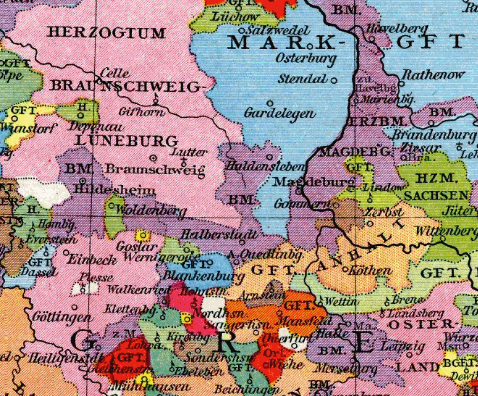
Ärkebiskopsdömet Magdeburg (Erzbm. Magdebg, i lila) med omkringliggande furstendömen omkring 1250.

Ärkebiskopsdömet utgjordes av de territorier som var underställda ärkebiskopen som världslig länsherre, till skillnad från Magdeburgs kyrkliga ärkestift som var överställt flera stift. Den territoriella sammansättningen förblev huvudsakligen oförändrad fram till sekulariseringen 1680. Större delen av ärkebiskopsdömet ligger i dagens tyska delstat Sachsen-Anhalt, men även mindre områden i dagens delstat Brandenburg.

### Ärkebiskopsdömets territorium
- Magdeburg med omgivningar, inklusive städerna Haldensleben, Oebisfelde, Wolmirstedt, Mansfeld, Schraplau, Burg bei Magdeburg, Genthin, Jerichow, Möckern, Leitzkau och Plaue
- Halle (Saale) med omgivningar
- Jüterbog med omgivningar, inklusive städerna Dahme/Mark och Luckenwalde
- samt vissa mindre exklaver.

### Angränsande territorier
- i norr brandenburgska Altmark, braunschweigska Amt Calvörde och Biskopsdömet Havelberg,
- i öster Markgrevskapet Brandenburg (Kurfurstendömet Brandenburg), Biskopsdömet Brandenburg, hertigdömet Sachsen-Wittenberg (Kurfurstendömet Sachsen) och Anhalts furstendömen
- i söder Lantgrevskapet Thüringen (Kurfurstendömet Sachsen), Biskopsdömet Merseburg, Grevskapet Mansfeld och Anhalts furstendömen
- i väster Biskopsdömet Halberstadt och furstendömet Braunschweig-Wolfenbüttel.

### Ärkebiskopens residens
- Burg Giebichenstein i Halle, uppförd under 900-talet
- Burg Wolmirstedt, tidvis från 1342
- Burg Calbe, från 1300-talet
- Moritzburg i Halle, från slutet av 1400-talet
- Neue Residenz i Halle, från 1500-talet
- Ärkebiskopsgården i Magdeburg